# Juan Carlos Rosero
Juan Carlos Rosero García (28 de novembro de 1962 — 23 de janeiro de 2013) foi um ciclista olímpico equatoriano. Representou seu país durante os Jogos Olímpicos de Verão de 1992, na prova de corrida em estrada.